# كايل إدواردز
كايل إدواردز (بالإنجليزية: Kyle Edwards)‏ (17 فبراير 1998 في المملكة المتحدة - ) هو لاعب كرة قدم بريطاني في مركز الهجوم. لعب مع وست بروميتش ألبيون.

## وصلات خارجية
- كايل إدواردز على موقع قاعدة بيانات كرة القدم.إي يو (الإنجليزية)
- كايل إدواردز على موقع Soccerbase.com (لاعب) (الإنجليزية)
- كايل إدواردز على موقع Soccerway.com (الإنجليزية)
- كايل إدواردز على موقع عالم كرة القدم.نت (الإنجليزية)
- كايل إدواردز على موقع AS.com (الإسبانية)